# Championnats du monde de cyclisme juniors 2006
Navigation
Édition précédente Édition suivante
Les Championnats du monde de cyclisme juniors 2006 ont eu lieu du 5 au 13 août 2006 à Gand et à Spa-Francorchamps en Belgique.

## Route
Les courses en ligne ont lieu le 13 août et les contre-la-montre le 10 août, à Spa-Francorchamps.

### Hommes
| Épreuves         | Or            | Or             | Argent          | Argent | Bronze        | Bronze |
| Course en ligne  | Diego Ulissi  | 3 h 8 min 50 s | Niki Ostergaard | à 9 s  | Tony Gallopin | à 9 s  |
| Contre-la-montre | Marcel Kittel | 34 min 3 s     | Etienne Pierret | à 11 s | Tony Gallopin | à 33 s |

### Femmes
| Épreuves         | Or             | Or              | Argent           | Argent | Bronze            | Bronze |
| Course en ligne  | Rasa Leleivytė | 1 h 56 min 10 s | Marina Romoli    | m.t.   | Eleonora Patuzzo  | à 3 s  |
| Contre-la-montre | Rebecca Spence | 18 min 53 s     | Lesya Kalitovska | à 22 s | Mie Bekker Lacota | à 38 s |

## Piste
Les championnats sur piste ont lieu du 5 au 8 août, à Gand.

### Résultats hommes
| Épreuves               | Or                                                      | Argent                                                 | Bronze                                                       |
| Kilomètre              | Scott Sunderland Australie                              | Christian Lyte Royaume-Uni                             | David Daniell Royaume-Uni                                    |
| Keirin                 | Jason Kenny Royaume-Uni                                 | Ghislain Boiron France                                 | Nicolas Bourin France                                        |
| Vitesse individuelle   | Jason Kenny Royaume-Uni                                 | Scott Sunderland Australie                             | Daniel Ellis Australie                                       |
| Vitesse par équipes    | Allemagne René Enders Maximilian Levy Benjamin Wittmann | France Michaël D'Almeida Kévin Sireau Alexandre Volant | Australie Daniel Ellis Jeremy Hogg Scott Sunderland          |
| Poursuite individuelle | Cameron Meyer Australie                                 | Westley Gough Nouvelle-Zélande                         | Jesse Sergent Nouvelle-Zélande                               |
| Poursuite par équipes  | Royaume-Uni Jason Kenny Christian Lyte David Daniell    | Australie Byron Davis Scott Sunderland Daniel Ellis    | Grèce Chrístos Volikákis Zafíris Volikákis Alexandros Floros |
| Scratch                | Peter Kennaugh Royaume-Uni                              | Morgan Lamoisson France                                | Vasileros Galanis Grèce                                      |
| Course aux points      | Oleksandr Martynenko Ukraine                            | Jonathan Bellis Royaume-Uni                            | Travis Meyer Australie                                       |
| Américaine             | Cameron Meyer Travis Meyer Australie                    | Pim Ligthart Jeff Vermeulen Pays-Bas                   | Fabrizio Braggion Elia Viviani Italie                        |

### Résultats femmes
| Épreuves               | Or                         | Argent                        | Bronze                     |
| 500 m                  | Sandie Clair France        | Lyubov Shulika Ukraine        | Kaarle McCulloch Australie |
| Keirin                 | Anna Blyth Royaume-Uni     | Anastasia Rozhkova Russie     | Charlene Delev Allemagne   |
| Vitesse individuelle   | Lyubov Shulika Ukraine     | Anna Blyth Royaume-Uni        | Sandie Clair France        |
| Poursuite individuelle | Lesya Kalitovska Ukraine   | Lauren Ellis Nouvelle-Zélande | Peta Mullens Australie     |
| Scratch                | Elise van Hage Pays-Bas    | Evgeniya Romanyuta Russie     | Tess Downing Australie     |
| Course aux points      | Mie Bekker Lacota Danemark | Elise van Hage Pays-Bas       | Evgeniya Romanyuta Russie  |